# 穆炳元
穆炳元（？—？），上海最早买办，宁波商帮在上海的最早买办。浙江宁波人。

## 生平
生于浙江省宁波府定海县（今舟山市定海区）。本是清军水手出生。鸦片战争时期，清朝海军在定海迎战英国舰队，海战战败后被俘，穆炳元遂与英国水手学习英语。待英舰开抵上海，穆炳元已经会英语会话，成为中英沟通的翻译，并被英国人把持利用。在上海经商时，垄断海上贸易，成为上海头号外贸巨商。穆炳元广收学徒，授以英语，著名学生有王筱亭，日后成为美商大买办。穆炳元是“洋泾浜”英语教育的鼻祖人物。